# Anne McClintock
Anne McClintock (27 de agosto de 1954) es una escritora, militante feminista e intelectual zimbabuense que ha publicado numerosas obras sobre las cuestiones de la sexualidad, la raza, el imperialismo y el nacionalismo pero también sobre la cultura popular y visual, la fotografía, la publicidad y la teoría cultural.

## Biografía
McClintock es profesora asociada de inglés en la Universidad de Columbia y becaria SSRC-MacArthur. Desde 2015 es profesora en Barton Hepburn en el programa de estudios sobre el género y la sexualidad, y es afiliada igualmente al Princeton Environmental Institute y al departamento de inglés de la Universidad de Princeton.
Es autora de monografías sobre Simone DeBeauvoir y Olive Schreiner, y ha escrito para varias publicaciones sobre cuestiones de género y sexualidad, incluidas Critical Inquiry, Boundary 11, The Village Voice y The New York Times Book Review.
McClintock fue profesora de Simone de Beauvoir en inglés y en estudios de las mujeres y de los sexos en la Universidad de Wisconsin-Madison, donde ha enseñado de 1999 a 2015.
Su trabajo, transnacional e interdisciplinar explora las relaciones de género, de raza y de poder de clase en el seno de la modernidad imperial que se extiende desde la época victoriana y contemporánea a la Sudáfrica contemporánea en Irlanda y los Estados Unidos. Profesora de inglés, en estudios de la mujer y estudios de género en la universidad de Wisconsin a Madison, ha enseñado igualmente en la Universidad de Columbia y a la Universidad de Nueva York.

## Publicaciones
Es autora de Imperial Leather: Race, Gender and Sexuality in the Colonial Contest, que fue reeditado en línea por ACLS E-Humanities Book Project.   
Ha coeditado Dangerous Liaisons con Ella Shohat y Aamir Mufti, así como dos números especiales de Social Text: uno titulado Sex Workers and Sex Work y el otro titulado Queer Transexions of Race, Nation and Gender.
McClintock ha publicado más de 50 artículos, ensayos y reseñas sobre sexualidades y género, raza, nacionalismo e imperialismo y cultura material y visual. Su escritura ha aparecido en una amplia gama de lugares destacados, que incluyen Investigación crítica, Transición, Texto social, Nuevas formaciones, Revisión feminista, The New York Times Book Review, The Guardian (Londres), The Times Literary Supplement, The Village Voice y The Women's Review of Books, entre otros. Sus artículos y ensayos han sido ampliamente reimpresos y antologizados tanto en los Estados Unidos como a nivel internacional.
Actualmente está terminando tres libros: un libro creativo de no ficción titulado Skin Hunger: A Chronicle of Sex, Desire and Money (Jonathan Cape), Planet of Intimate Trespass: Sexuality, Property and Power in a Global Era (Routledge), y The Sex Work Reader (Vintage), una antología editada. También está trabajando en un nuevo libro titulado Paranoid Empire: Specters Beyond Guantanamo and Abu Ghraib (bajo contrato, Duke University Press).

## Premios y reconocimientos
McClintock ha recibido numerosos premios, incluidas dos becas MacArthur-SSRC y una beca Woodrow Wilson, entre otros. 
Ha recibido 14 becas de residencia de artistas en Blue Mountain Center, Macdowell, Yaddo, VCCA y Dorland. 
Su trabajo ha sido traducido al francés, español, portugués, sueco, taiwanés, japonés y mandarín.